# Sky Argentina
SKY Argentina fue una proveedora de televisión satelital argentina, propiedad de News Corporation y Televisa. Tenía pensado hacer competencia a DirecTV en el segmento premium.

## Historia
El 10 de junio de 2002, emite un comunicado de prensa en el que anuncia su retiro del país debido a la grave crisis económica de aquel entonces. Los equipos de televisión vendidos a los clientes (decodificadores y antenas) eran incompatibles con aquellos vendidos por DirecTV y sus usuarios fueron abandonados a su suerte.

## Véase también

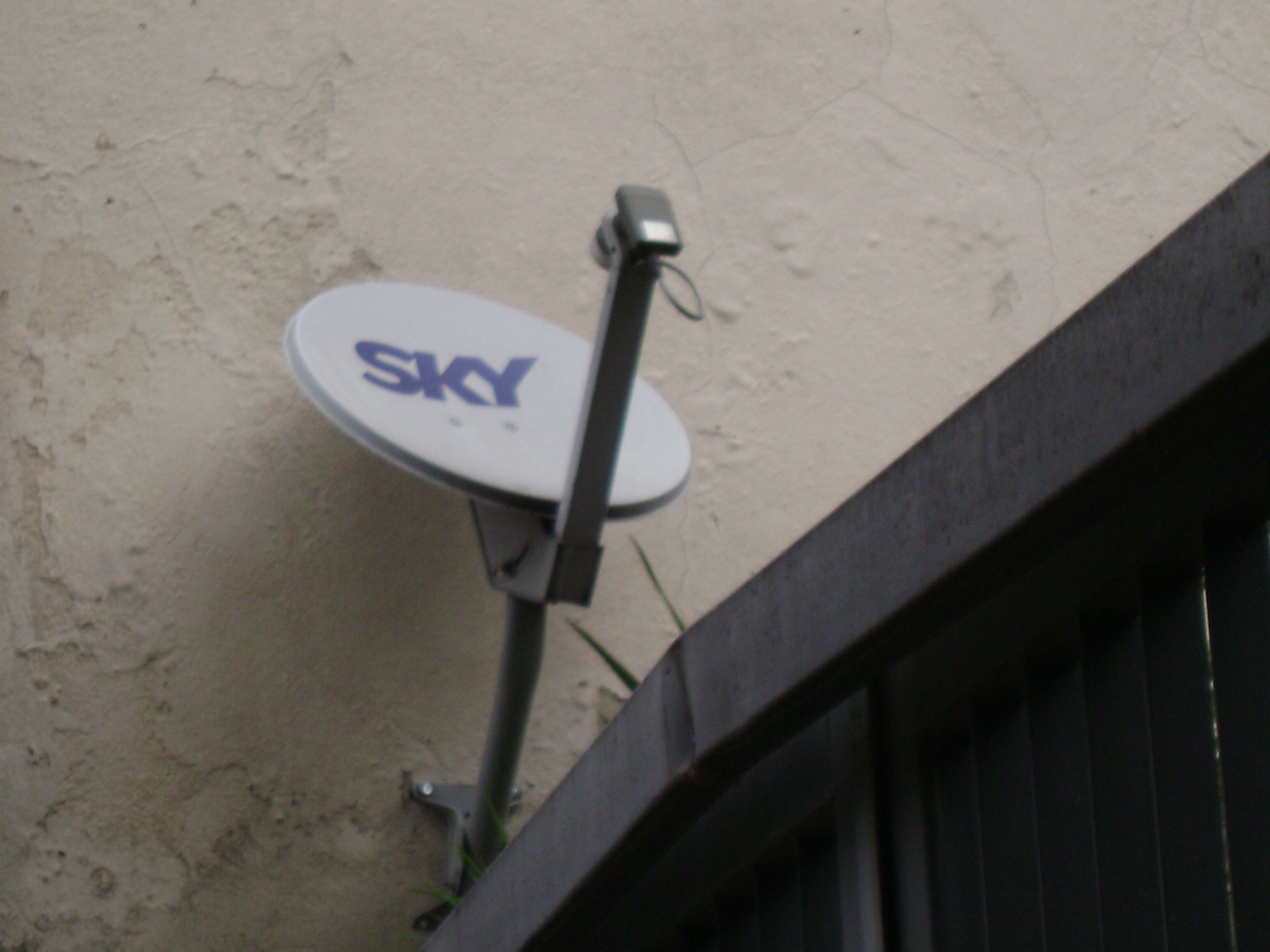